# Хосе Марија Лаваље
Хосе Марија Лаваље Коварубијас (Лима, 21. април 1902. — 7. јул 1984) био је перуански фудбалски нападач који је играо за Перу на ФИФА-ином светском првенству 1930. Играо је и за Алианцу из Лиме.

## Репрезентација
Укупно је одиграо 11 утакмица за Перу, не постигавши ниједан гол.